# Peter Hufe
Peter Hufe (* 28. September 1954 in Wesel) ist ein deutscher Politiker. Von 1994 bis 2008 gehörte er als Abgeordneter der SPD dem Bayerischen Landtag an.

## Leben und Beruf
Hufe wurde als zweites und letztes Kind einer Facharbeiterfamilie geboren. Beide Elternteile stammen aus der Landwirtschaft, die auch seine Jugend prägte. Nach dem Besuch der Grund- und Hauptschule in Wesel ließ er sich in Oberhausen in einer dreijährigen Lehre zum Färber und chemischen Reiniger ausbilden. Mit 18 Jahren wurde er Filialleiter einer kleinen chemischen Reinigung mit acht Mitarbeiterinnen. Danach erfolgte 1974 der freiwillige Eintritt in die Bundeswehr und eine Ausbildung zum Hubschrauberpiloten in Bückeburg. In den folgenden knapp 20 Jahren absolvierte er über 3000 Flugstunden, holte die Mittlere Reife und im Telekolleg die Fachhochschulreife nach und wurde zur Offizierslaufbahn zugelassen. Nach einer Versetzung nach Laupheim (Baden-Württemberg) erfolgte 1983 eine weitere Versetzung nach Roth (Mittelfranken). Dort erfolgte Hufes Ernennung zum Berufsoffizier.
Im Rahmen seines Mandats als Landtagsabgeordneter von 1994 bis Oktober 2008 hat er jährlich mehrtägige Praktika, beispielsweise als Sperrmüllsammler, Kellner, bei archäologischen Ausgrabungen, in einer Schwerbehindertengruppe oder auf dem Bauernhof absolviert.
Peter Hufe gehört seit Januar 2009 dem Verwaltungsrat des Bayerischen Rundfunks an. Hufe studierte an der LMU München Ethnologie und schloss im Jahr 2017 als Magister ab.

## Politik
Seine politische Laufbahn begann 1984 mit dem Eintritt in die SPD. 1988 wurde Hufe Kreisvorsitzender der SPD im Landkreis Roth. 1990 übernahm er mit der Wahl zum Stadt- und Kreisrat seine ersten Mandate. Das Stadtratsmandat übte er bis 2004 aus, Kreisrat ist er noch heute. 1994 wurde er im Wahlkreis Mittelfranken erstmals in den Bayerischen Landtag gewählt und bei den Wahlen 1998 und 2003 bestätigt. Im Landtag war er Mitglied im Ausschuss für Hochschule, Forschung und Kultur. Er war Vorsitzender der Arbeitsgruppe Medien und kulturpolitischer Sprecher sowie Vorsitzender des Arbeitskreises Bundeswehr seiner Fraktion. Zur Landtagswahl in Bayern 2008 stand er nicht mehr zur Wahl.
Peter Hufe wurde mit dem Bundesverdienstkreuz am Bande und der Bayerischen Verfassungsmedaille in Silber ausgezeichnet.